# استان ناراتیوات

نقشهٔ تایلند و جایگاه استان ناراتیوات.

استان ناراتیوات  یکی از استانهای کشور تایلند است. مساحت آن 4475 کیلومترمربع می‌باشد. جمعیت این استان در سال ۲۰۰۰ بالغ بر ۶۶۲۰۰۰ نفر برآورد شده است .
استان ناراتیوات از نظر تقسیمات کشوری بخشی از ناحیه جنوب تایلند به حساب می آید. مرکز این استان شهر ناراتیوات است.